# Eumichtis ochracea
Eumichtis ochracea är en fjärilsart som beskrevs av Smith 1942. Eumichtis ochracea ingår i släktet Eumichtis och familjen nattflyn. Inga underarter finns listade i Catalogue of Life.